# Wolf von Hoyer

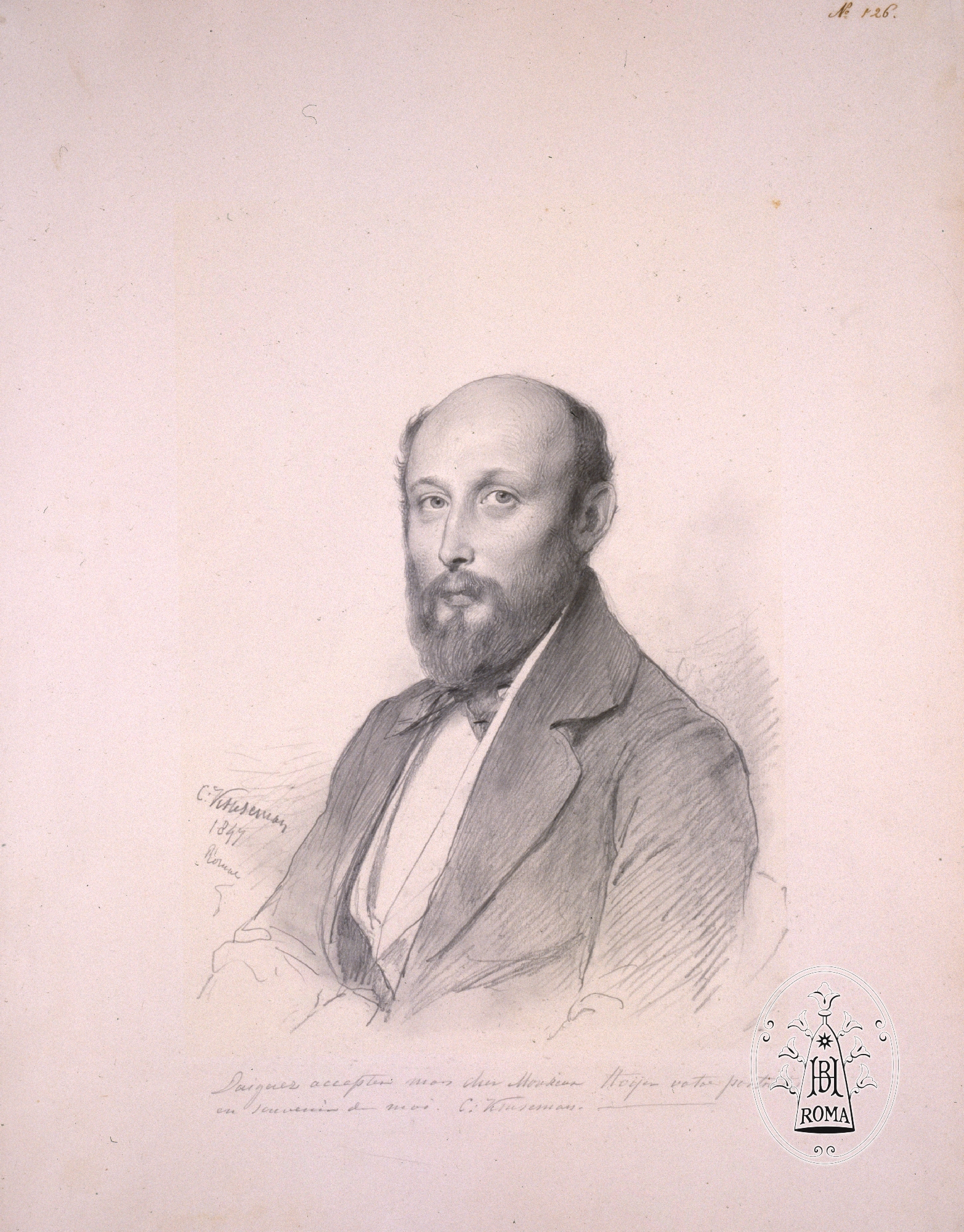
Wolf von Hoyer, gezeichnet von Cornelis Kruseman, Rom 1844

Gustav Eduard Wolf von Hoyer (* 14. Februar 1806 in Dresden; † 30. Dezember 1873 ebenda) war ein deutscher Bildhauer.

## Leben
Er ist der Sohn von Gustav Gottfried von Hoyer. Wolf von Hoyer studierte an der Universität Leipzig Theologie. 1826 wurde er hier Mitglied des Corps Saxonia. Nach seiner Relegation von der Universität ging er nach Rom und erlernte dort bei Bertel Thorvaldsen die Bildhauerei. In Rom schuf er zahlreiche Statuen überwiegend nach Motiven der Griechischen Mythologie, die mehrheitlich in Deutschland zur Aufstellung kamen, so in Dresden, Weimar und Müglitztal. Eine 1842 geschaffene Figur der Psyche beeinflusste acht Jahre später den Schweizer Bildhauer Ferdinand Schlöth bei der Gestaltung einer ebensolchen Figur, die dieser für das Museum in Basel schuf. Später ging von Hoyer nach Weimar. Er starb in Dresden und fand seine letzte Ruhe im Familiengrab in Herzogswalde.

## Werke
- Psyche, Neue Pinakothek, München, 1842
- Betendes Mädchen, 1848, 1850 im Herderzimmer des Fürstlichen Residenzschlosses in Weimar aufgestellt
- Leda mit dem Schwan, Großer Garten, Dresden, 1850
- Flora, Schloss Weesenstein, 1861
- Nymphe an der Vogeltränke, Großer Garten, Dresden, vor 1873
- Florastatue im Schloss Pillnitz

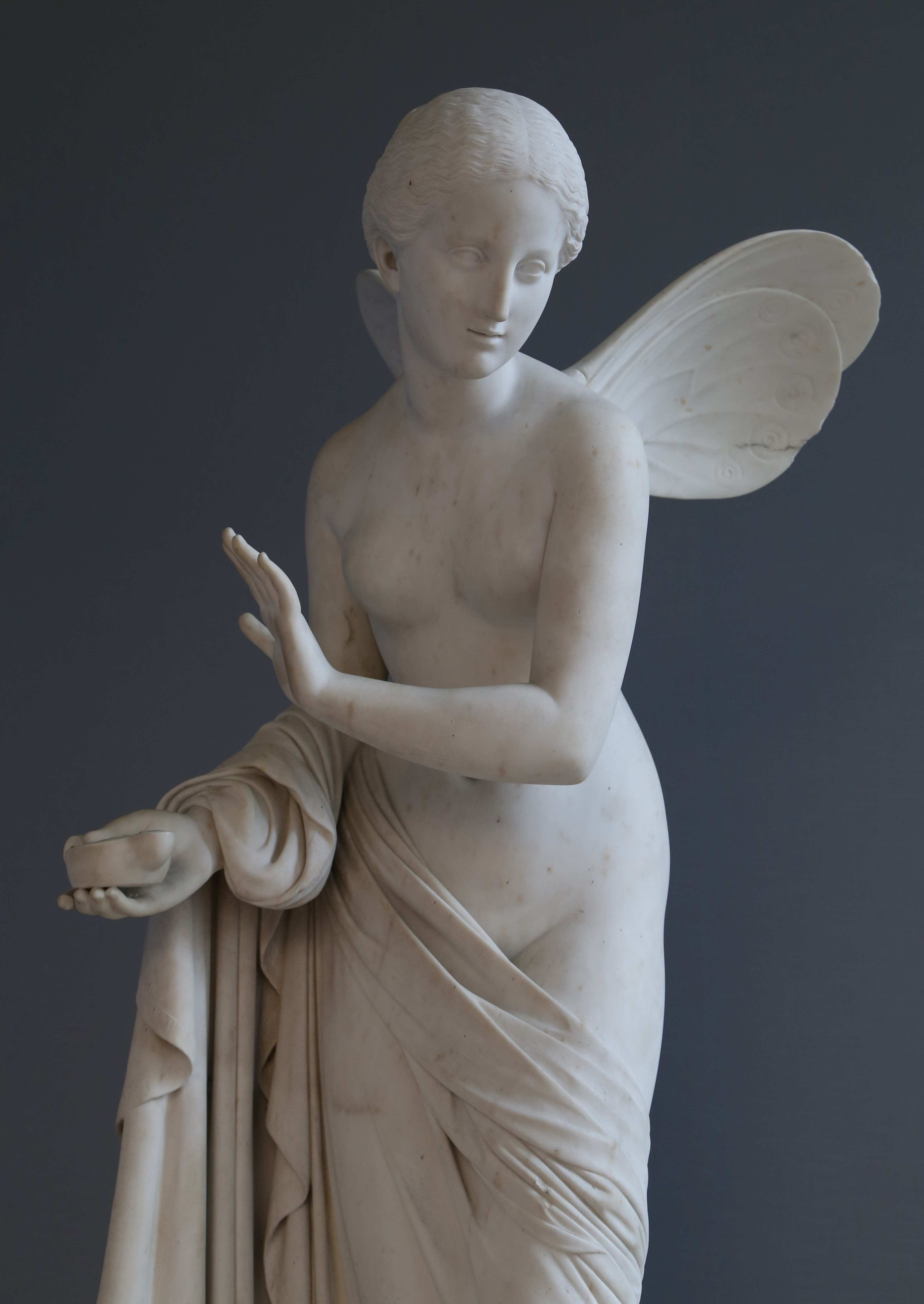
Psyche (1842), Neue Pinakothek München
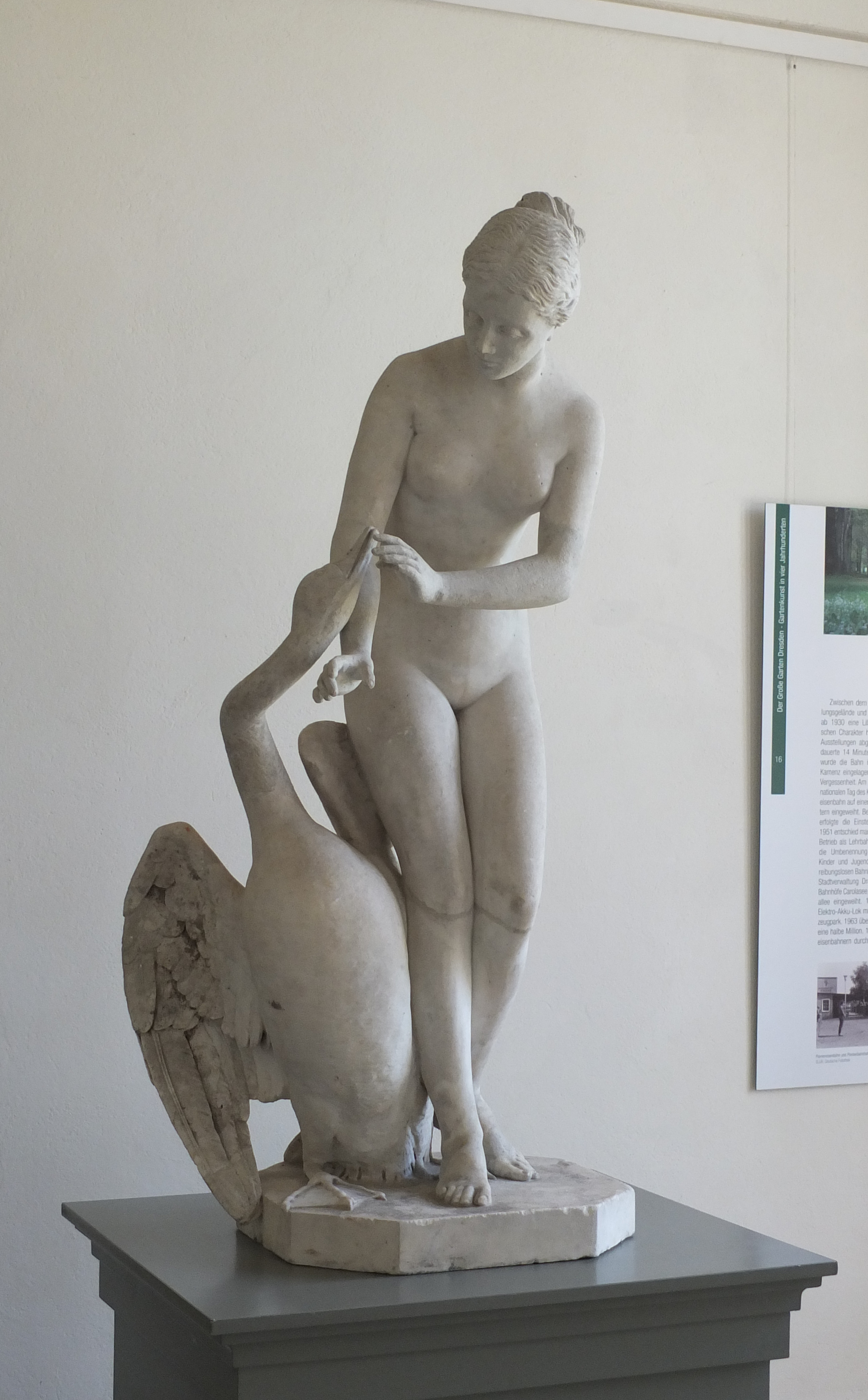
Leda mit dem Schwan (1850) im Palais im Großen Garten Dresden
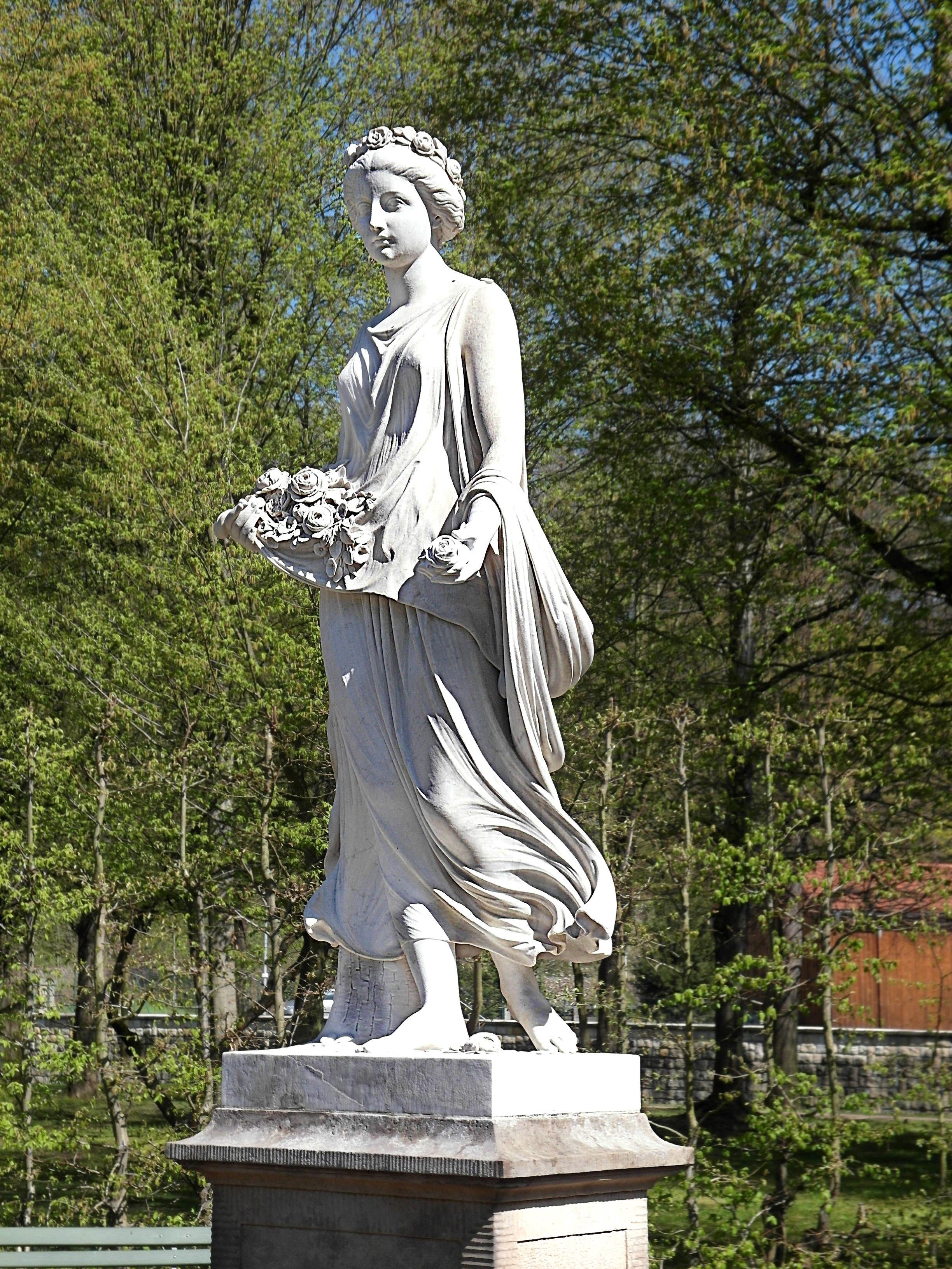
Flora (1861), Schlosspark Weesenstein
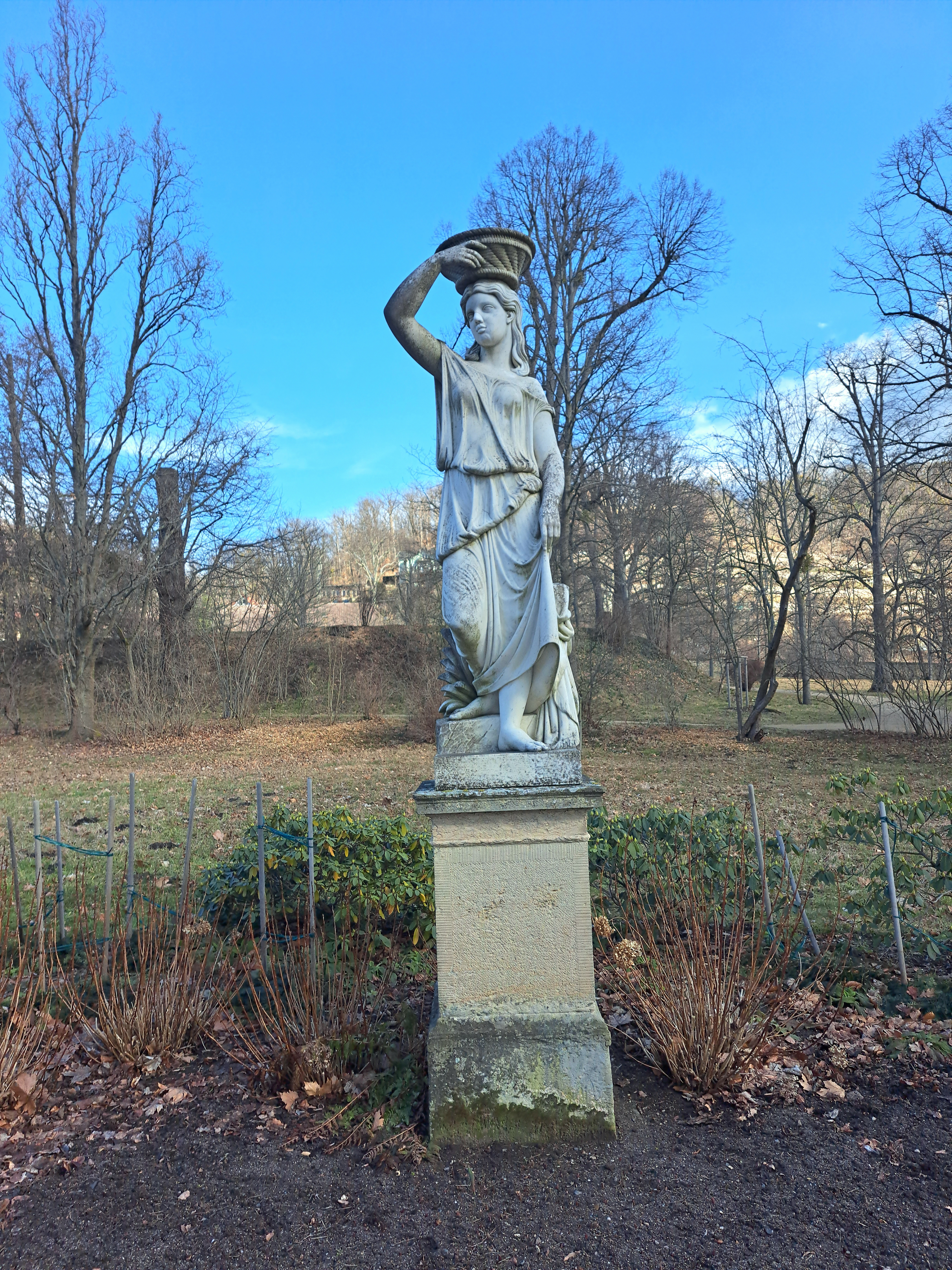
Florastatue im Schlosspark-Pillnitz